# Honte
De Honte (ook wel Heidezee genoemd) was de naam van een deel van het Schelde-estuarium, specifiek het deel van de Westerschelde ten oosten van Terneuzen, voor het de belangrijkste afvoertak van de Schelde werd. De Honte is rond het begin van de jaartelling ontstaan als een veenriviertje, een zijrivier van de Schelde. In de vijftiende eeuw brak de zeearm die later de Westerschelde zou worden vanuit de Wielingen in het westen door naar het oosten tot aan de Honte en werd de naam 'Honte' gebruikt voor de gehele zeearm. Vanaf de zeventiende eeuw gebeurde de afvoer van de Schelde voornamelijk via de Honte en ging men de naam Westerschelde gebruiken.

## Geschiedenis

### Romeinse tijd
Aanvankelijk mondde de Schelde veel noordelijker in zee uit - ongeveer bij de huidige Nieuwe Waterweg - via de Eendracht. In de Romeinse tijd was de Honte een smal veenriviertje met bron ter hoogte van het huidige Perkpolder dat oostwaarts naar de Schelde afwaterde. Het gebied van de huidige Westerschelde kende toen twee afwateringen, één naar het westen en één via de Honte naar de Schelde in het oosten. De grens tussen beide waterhuishoudkundige gebieden lag ter hoogte van het Ellewoutsdijk, Stuivezand en Terneuzen.
Het hele westelijke gedeelte van Zeeuws-Vlaanderen was in die tijd zeer gevoelig voor overstromingen, wat waarschijnlijk te maken heeft met de oude locatie van de monding van de Vlaamse Vallei, voor de doorbraak via Hoboken. De afwatering van West-Zeeuws-Vlaanderen gebeurt in die tijd via veenriviertjes die het water verzamelen achter de strandwal en via een laagte in de strandwal afwateren naar de Noordzee. De Wielingen, de huidige trechtervormige watergang tussen Walcheren en Zeeuws-Vlaanderen bestond nog niet. In de Romeinse tijd zijn de rivieren ten westen en ten oosten van Terneuzen allebei zoetwatergebied.

### Middeleeuwen

#### Post-Romeinse transgressie
Vanaf de vierde eeuw begint het zeeniveau terug te stijgen en wordt de strandwal doorbroken. Het geulenstelsel ten westen van Terneuzen komt onder de invloed van de getijwerking en het gebied wordt onbewoonbaar. Tot in Ossenisse is er invloed van incidentele hoge vloeden te merken. Na 600 trekt het water zich weer terug (relatieve zeespiegeldaling) en keert de bewoning en landbouw terug in het gebied. De latere Braakman is in die tijd al een natuurlijke grens tussen West- en Oost-Zeeuws-Vlaanderen. De Sincfal, het huidige Zwin, bestaat ook reeds en zorgt voor een deel van de afwatering doorheen de duinenrij.

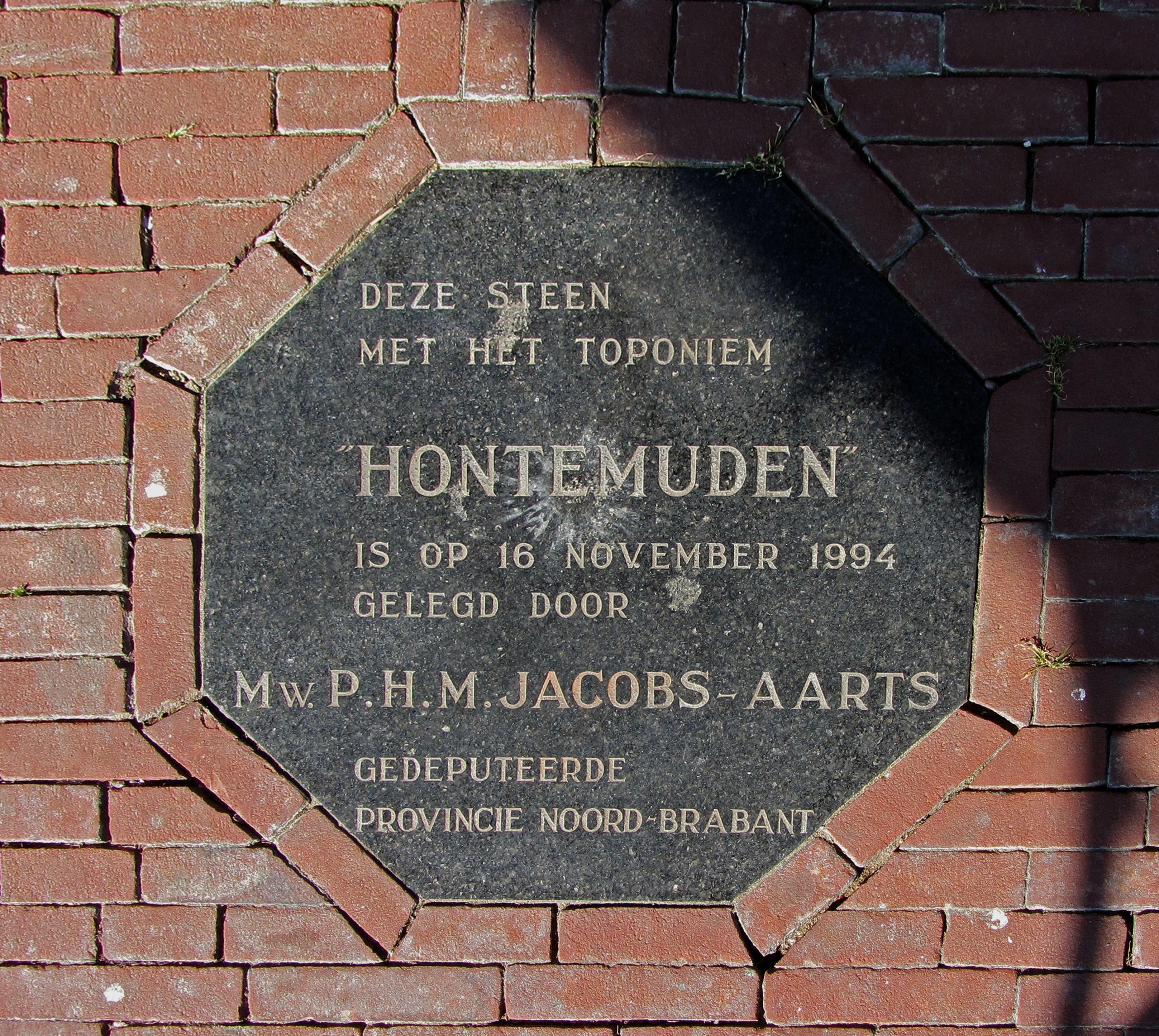
Steen in de kiosk van Ossendrecht

#### Post-Karolingische transgressie
Vanaf de elfde eeuw stijgt de zeespiegel weer. De grootste effecten doen zich voor bij de huidige monding van de Oosterschelde. Delen van de strandwal worden weggeslagen en er ontstaan zeearmen die steeds oostelijker invloed krijgen. Uiteindelijk bereikt de zeearm de afwatering van de Schelde en neemt deze Oosterschelde steeds meer van de Scheldeafvoer over van de Eendracht. Deze laatste wordt minder belangrijk en gaat voor een deel verzanden. Ook via het Veerse Gat breidt de invloed van de zee zich steeds meer uit naar het zuidoosten en er ontstaat in de twaalfde eeuw kortstondig een verbinding met de Honte die de Zwaakse Weel wordt genoemd. De Honte mondde waarschijnlijk uit in het verdwenen dorpje 'Hontemude' tussen de huidige gemeenten Bath en Ossendrecht. Ergens in de elfde of twaalfde eeuw ontstaat er een verbinding tussen de Wielingen en het achterliggende gebied ten westen van Terneuzen.

#### Regressie
In de dertiende en veertiende eeuw trekt de zee zich nog een laatste keer terug. Het westelijke deel van de huidige Westerschelde blijft in verbinding staan met de Wielingen ten zuiden van Vlissingen maar het gebied wordt wel terug zoeter. De verbinding met de Wielingen is niet heel breed of diep en ten noorden van Terneuzen bevindt zich nog steeds de waterscheiding tussen afwatering via de Honte en via de Wielingen. In de dertiende en vooral de veertiende eeuw wordt er veel aan landaanwinning gedaan. Ook wordt er veel veen ontgonnen waardoor de bodem significant verlaagd wordt en de risico's op overstroming toenemen.

#### Laat-middeleeuwse transgressie
De Sint-Maartensvloed (1375) geeft de start voor de grootschalige verbreding van de monding. De Braakman ontstaat; de stad IJzendijke overstroomt en Biervliet wordt voor eeuwen een eiland. Ten noorden van de Braakman, ten westen van Terneuzen, ontstaat een binnenwater met woelig water, de Dollaert. Beperkte scheepvaart tussen de Dollaert en de Honte is mogelijk maar de internationale scheepvaart naar Antwerpen dient nog gebruik te maken van de Oosterschelde. Tijdens de Sint-Elisabethsvloed (1404) verdwijnt het eiland Wulpen waardoor er meer water in de Dollaert kan opgestuwd worden. Dit geeft de aanzet voor de verbreding en de verdieping van de verbinding tussen de Dollaert en de Honte. Uit een schriftelijke bron uit 1318 blijkt dat wat nu Oosterschelde heet toen al de oude Schelde werd genoemd. De stroomrichting van de Honte wordt omgekeerd maar het blijft aanvankelijk wel een zoetwater getijrivier. In 1433 wordt er tol geheven op de Honte ter hoogte van Rilland en gebeurt de internationale handel voornamelijk over de Honte of de nieuwe Schelde. Tegen 1600 is de stroomomkering definitief en spreekt men van de Westerschelde, wat vastgelegd wordt in het Verdrag van Munster in 1648. De naam Honte wordt gebruikt als synoniem voor de Westerschelde en dus de gehele zeearm.
Door het stijgende zeeniveau wordt ook de invloed van de Braakman steeds groter en groter en reikt op het einde van de achttiende eeuw, zoals zichtbaar op de Ferrariskaarten tot in Axel. In de zestiende eeuw verdween het oorspronkelijke Biervliet in de golven van de Braakman.
Aan het eind van de zestiende en het begin van de zeventiende eeuw staat een groot deel van Zeeuw-Vlaanderen onder water door inundatie door de Spanjaarden. Hierdoor vergroot het bergingsvolume van de Westerschelde en versterkt de verdieping van het estuarium extra. De verbinding tussen Ooster- en Westerschelde verzandde steeds meer, en in 1867 werd de Kreekrak definitief afgedamd door de aanleg van de Kreekrakdam ten behoeve van de Zeeuwse Lijn. Vanaf dat moment is Zuid-Beveland geen eiland meer maar een schiereiland.

## Etymologie
Schönfeld geeft als meest waarschijnlijke verklaring 'de jagende, voortsnellende' (vgl. Angelsaksisch huntjan, N-Eng.: 'to hunt' 'jagen'). Een oudere verklaring grijpt terug op Keltische oorsprong en leidt Honte af van het woord 'onno', dat poel, moerasven of moerasrivier betekende.